# Caliphaea nitens
Caliphaea nitens là loài chuồn chuồn trong họ Calopterygidae. Loài này được Navás mô tả khoa học đầu tiên năm 1934.